# Joc de l'oca

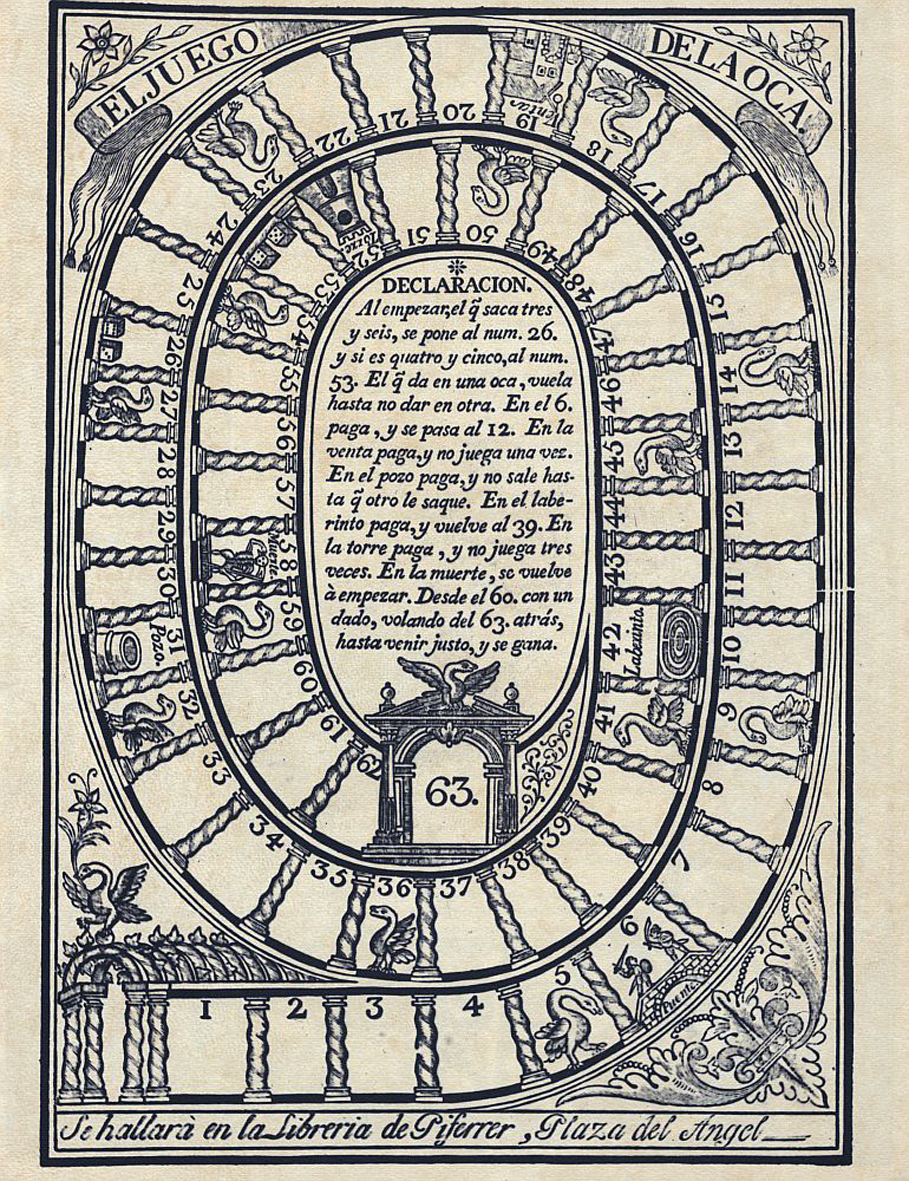
El Joc de l'Oca

El joc de l'oca és un joc de tauler per a entre dues i quatre persones, per bé que hi pot jugar més gent. L'objectiu del joc és avançar per 63 caselles amb dibuixos d'oques, en un recorregut en forma d'espiral, arribant al centre del tauler. Hi ha caselles especials, que poden fer retrocedir, avançar, entre altres coses. Des del segle xviii apareixen versions pedagògiques o polítiques, i des del segle xix de propaganda comercial. Sovint s'hi troba un altre joc com ara el parxís o els escacs a l'altra cara del tauler. Continua inspirant artistes, pedagogs, empresaris i polítics a desenvolupar-ne versions noves.

## Història
És un joc antic d'inventor desconegut. Un primer esment escrit data del 1580 a Itàlia on s'hauria creat cap al segle xv en basar-se en jocs practicats a l'Orient Mitjà i Àsia. Una altra hipòtesi molt estesa vincula el joc al Camí de Sant Jaume de Galícia. Segons això, el simbolisme i les 63 caselles es correspondrien amb les etapes en què els templers dividien la ruta, i el joc seria una mena de guia. El tauler més antic conservat, una versió molt luxosa feta de banús, fill d'or, vori, i banya data de la primera meitat del segle xvi i va ser fabricada segons un disseny italià a Gujarat (Índia). Es conserva al Metropolitan Museum of Art a Nova York. Al revers hi ha un tauler d'escacs.

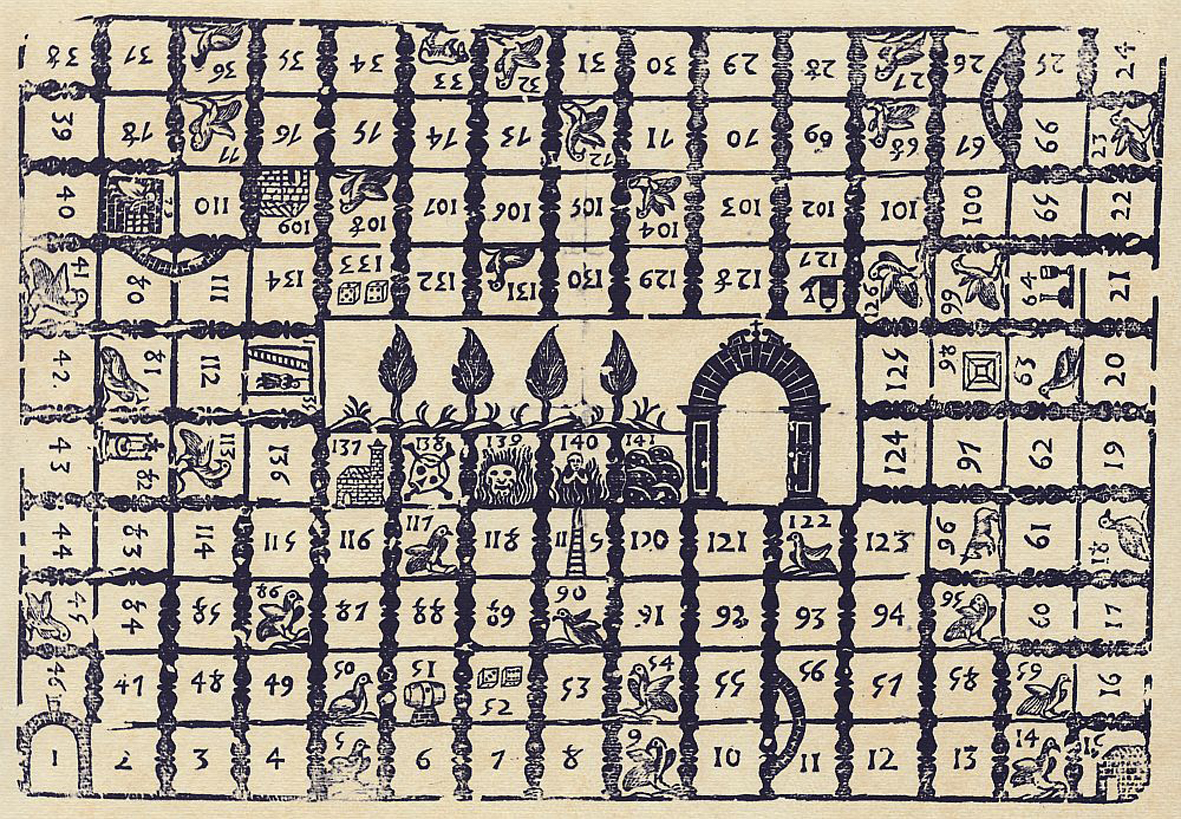
Versió mallorquina amb 142 caselles

El joc va popularitzar-se joc als temps moderns i s'utilitzava sovint com obsequi diplomàtic. Així Francesc de Mèdici en va enviar un exemplar a Felip II d'Espanya a mitjans del segle xvi. El joc es va estendre al Regne Unit el 1597, quan John Wolfe el va descriure com «el nou joc més agradable de l'oca» al Stationers' Register, l'anuari del gremi dels impressors i editors de Londres. El 1758 la Duquessa de Norfolk jugava al joc de l'oca a Worksop, segons Horace Walpole.

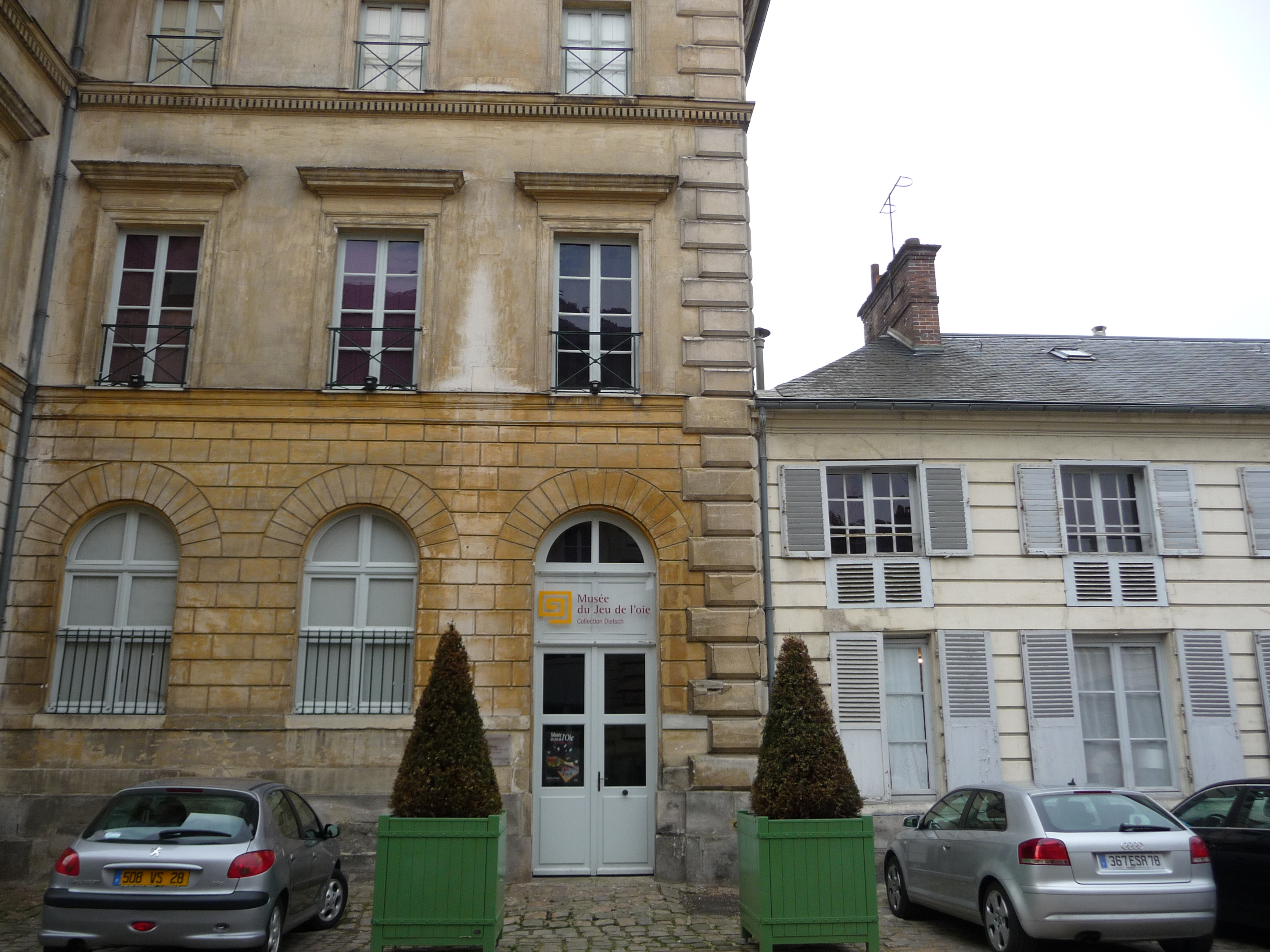
Antic Musée du jeu de l'Oie a Rambouillet, tancat el 2011

Joan Amades ha descobert una primera edició mallorquina, probablement del segle xvii, més complex i amb 141 caselles en lloc dels 63 habituals. A més dels dibuixos tradicionals s'hi troben altres animals, un tonell, una garrafa amb got de vi, qui potser obligaven el jugador a pagar el beure als companys. Des de mitjan segle xviii surten les primeres edicions valencianes, pels impressors Laborde, Montpié i Villalba. Eren generalment xilografies en blanc i negre, de vegades pintades toscament a l'estergit. Als Països Catalans la primera litografia acolorida va ser publicada per l'editor barcelonès Faustino Paluzie a mitjans del segle xix. S'ha apuntat alguna similitud amb el joc català de l'auca, però els dos jocs no tenen cap relació entre ells. El joc de l'auca té més punts en comú amb la ruleta o el bingo.
La ciutat francesa de Rambouillet conserva una col·lecció de 2400 taulers del Joc de l'Oca, llegat de l'editor parisenc Pierre Dietsch. Del 2001 al 2011 va ser presentada al desaparegut Musée du jeu de l'Oie. Les peces s'exposen ara en exposicions temporals. Conté entre d'altres una edició veneciana del 1650 i una versió espanyola de marfil. El Museu del Joguet de Catalunya a Figueres va dedicar una sala al joc de l'oca i els seus derivats.

## Regles
La fitxa de cada jugador va avançant segons la numeració obtinguda pels dos daus (en la versió original i més estesa per Europa, per bé que hi ha variacions que es juguen amb només un dau), que van tirant per torns. Guanya el primer jugador que arriba a la casella número 63. El joc, per tant, és totalment atzarós i no té cap mena de component estratègica ni cap acció que requereixi una decisió per part del jugador. Hi ha diverses caselles especials, que poden fer avançar, retrocedir o quedar-se un o més torns sense tirar. Algunes, com l'oca, permeten avançar diverses caselles. Altres, fan retrocedir, i n'hi ha que, com els daus o el pont, permeten fer ambdues coses.
| Imatge | Casella    | Nº de casella                                     | Descripció |
| ------ | ---------- | ------------------------------------------------- | --- |
|        | Oca        | 5, 9, 14, 18, 23, 27, 32, 36, 41, 45, 50, 54 i 59 | Amb dos daus, es torna a moure la quantitat tirada als daus. Si s'ha caigut, en la primera tirada, a l'oca de la casella 9, s'arribaria directament al final. Aleshores el que es fa és anar a la casella dels daus, a la que marca la tirada feta (6 + 3 o 5 + 4). Si es juga amb un sol dau, s'avança fins a la següent casella on hi ha dibuixada una oca i es torna a tirar mentre es diu "d'oca a oca, i tiro perquè em pertoca". |
|        | Pont       | 6 i 12                                            | Si es cau a una casella de pont, es va fins a la següent casella de pont i es torna a tirar tot dient "De pont a pont, i tiro perquè em correspon". |
|        | Fonda      | 19                                                | Una jugada sense moure's. "A la Fonda he entrat, i torn m'hi he hospedat". |
|        | Daus 3 - 6 | 26                                                | Amb dos daus, casella on es va si es treu un 3 - 6 a la primera tirada. Amb un dau, en caure-hi es va a l'altra casella amb daus i es torna a tirar mentre es diu "De dau a dau, i tiro perquè s'escau". |
|        | Pou        | 31                                                | Dues jugades sense moure's. Si un altre jugador hi cau, se surt al següent torn. "Al pou he caigut i si no ve un bomber, dos torns m'hi quedaré". |
|        | Laberint   | 42                                                | Es torna a la casella 39 (o la 30, segons versions). Hi ha versions en què no pots sortir fins que surt un sis en llençar el dau i es diu "Si el laberint m'atrapa amb el seu encís, me n'he d'escapar amb un sis". |
|        | Presó      | 52                                                | No es pot moure fins que un altre jugador hi cau i el substitueix (o passen tres torns, segons versions). "Estic atrapat a la presó, ¿qui serà el meu salvador?". |
|        | Daus 4 - 5 | 53                                                | Amb dos daus, casella on es va si es treu un 4 - 5 a la primera tirada. Amb un dau, en caure-hi es va a l'altra casella amb daus i es torna a tirar. |
|        | La mort    | 58                                                | Es torna al principi del recorregut. "Si toques la calavera, l'u t'espera". |

## El joc en les arts i enllà
- El joc de l'oca, poema de Joan Brossa.[25][26]

| « | Em surt un número que m'obliga A situar-me damunt una oca. Torno a tirar. Laberint. Pago cinc punts. 19. Posada. Pago tres punts i reposo dues jugades. És de tots conegut l'èxit aconseguit pel joc de l'oca Arribo segon al número 63. | » |

- A la novel·la Le Testament d'un excentrique, Jules Verne utilitza els Estats Units d'Amèrica com un tauler real del Joc de l'Oca on set jugadors competeixen per obtenir una herència de 60.000.000 dòlars.
- El joc va ser la base d'un concurs televisiu d'Itàlia anomenat Il Grande Gioco Dell'Oca (El Gran Joc de l'Oca), en el qual es va basar el concurs espanyol El gran juego de la oca. La versió en castellà es va mostrar a les pantalles del 1993 fins al 1995,[27] i més tard (1998) com a El nuevo juego de la oca (El Nou Joc de l'Oca).
- Al Torrent de Migdia al massís de Montserrat hi ha un tram de ràpel anomenat Canal del Joc de l'Oca, nom que ve donat perquè s'hi va saltant de ressalt en ressalt, com en les caselles del joc.[28]
- Jacques Offenbach va fer una escena hilariant a l'acte II de l'òpera buffa La Belle Hélène (1864) on Hèlena fa un partit del joc de l'oca amb Agamèmnon.[29]